# Дегтярицы (Ярославская область)
В Вологодской области есть деревня со схожим названием Дектерица
Дегтярицы — деревня Николо-Кормской сельской администрации Покровского сельского поселения Рыбинского района Ярославской области . На топокарте 1941 года деревня называется Дегтерицы. Деревня Дехтярица указана на плане Генерального межевания Рыбинского уезда 1792 года. 
Деревня расположена между селом Николо-Корма и Волгой. Она состоит из двух частей – традиционная деревня и отнесённые административно к этой деревне несколько благоустроенных жилых домов, построенных для персонала санатория «Чёрная речка», которые территориально стоят на краю санатория на расстоянии около 1 км от остальной деревни. Численность постоянного населения на 1 января 2007 года – 53 человека , почти все они проживают в домах при санатории.  Деревня находится в районе интенсивного дачного строительства. По почтовым данным в деревне 64 дома.
Транспортное сообщение деревни через рейсовые автобусы в соседнем селе Николо-Корма, которые по автомобильной дороге Р104 на участке Углич-Рыбинск связывают деревню с Рыбинском, Мышкиным и Угличем. Администрация сельского поселения в поселке и центр врача общей практики находится в посёлке Искра Октября (по дороге в сторону Рыбинска). В селе Никольском (также в сторону Рыбинска) – центр сельской администрации,  почтовое отделение  , школа, клуб. Действующая церковь и кладбище в селе Николо-Корма. Мимо деревни проходит новая дорога от Никола-Кормы к Коприно, по ней в дачный сезон ходит маршрутное такси до Рыбинска.